# Kirk Broadfoot
Kirk John Broadfoot (* 8. August 1984 in Irvine) ist ein schottischer Fußballspieler, der zuletzt bei Inverness Caledonian Thistle unter Vertrag stand.

## Karriere
Kirk Broadfoots erster Verein war FC St. Mirren. In fünf Jahren brachte er es auf 154 Ligaspiele und erzielte dabei 13 Tore. Im Dezember 2004 wurde er zu einem Jahr auf Bewährung, 200 Stunden Sozialarbeit und einer Entschädigungszahlung von 750 Pfund verurteilt. Vorausgegangen war ein Angriff Broadfoots bei einem Amateurspiel in Drongan. In seiner letzten Saison bei St. Mirren 2006/07 wurde er Kapitän und löste Kevin McGowne in diesem Amt ab. 2007 wechselte er ablösefrei zu den Glasgow Rangers. Am 31. Juli 2007 gab Broadfoot im UEFA-Champions-League-Qualifikationsspiel gegen FK Zeta sein Debüt für die Rangers. Sein erstes Ligaspiel absolvierte er beim 7:2-Sieg gegen FC Falkirk. In dieser Partie schoss er auch sein erstes Tor für seinen neuen Verein. Mit den Glasgow Rangers gewann Broadfoot auch 2007/08 den Schottischen Ligapokal. Außerdem spielte er im Finale des UEFA-Pokals 2008, seine Mannschaft unterlag jedoch Zenit Sankt Petersburg mit 0:2.

## Erfolge
mit dem FC St. Mirren:
- 2005/06: Schottischer Zweitligameister
- 2005/06: Scottish League Challenge Cup

mit den Glasgow Rangers:
- 2007/08: Scottish League Cup
- 2007/08: UEFA-Cup: Zweiter 2007/2008
- 2009/10: Schottischer Meister